# Clytia multidentata
Clytia multidentata är en nässeldjursart som beskrevs av John Fraser 1938. Clytia multidentata ingår i släktet Clytia och familjen Campanulariidae. Inga underarter finns listade i Catalogue of Life.